# Julian Nida-Rümelin
Julian Nida-Rümelin (rojen 28. novembra 1954 v Münchnu) je nemški filozof in profesor na univerzi Ludwig-Maximilians-München, kjer poučuje od leta 2004.
Specializiran je za obravnavanje teorije odločanja in racionalnosti, teoretične in uporabne etike, filozofije in epistemologije. 

## Zasebno življenje
Nida-Rümelin je odraščal v umetniški družini v Münchnu, je brat filozofinje Martine Nida-Rümelin, sin kiparja Rolfa Nide-Rümelina in vnuk kiparja Wilhelma Nide-Rümelina.
Leta 2001 se je poročil s francosko-nemško pisateljico Nathalie Weidenfeld (1970), s katero ima tri otroke.

## Kariera
Leta 1974 je Nida-Rümelin maturiral na Münchenski humanistični gimnaziji Wilhelmsgymnasium. V letih od 1975 do 1980 je na univerzah v Münchnu in Tübingenu študiral filozofijo, fiziko, matematiko in politiko. Leta 1983 je pod mentorstvom Münchenskega znanstvenega teoretika Wolfganga Stegmüllerja diplomiral v strokovni kombinaciji filozofije, politologije, logike in filozofije znanosti.
Od 1984 do 1989 je bil zaposlen kot znanstveni asistent  na univerzi Ludwiga Maximmiliana v Münchnu (LMU München), leta 1989 pa se je kvalificiral za delo na področju racionalne teorije kritike in konvencialzma v etiki. 
V letih 1992/93 je bil zaposlen v upravnem odboru centra za etiko v znanosti na Univerzi Eberhard Karls v Tübingenu, nato pa je leta 1993 kot naslednik Günterja Patzigsa začel poučevati filozofijo na univerzi v Göttingenu, kjer je bil do leta 2003 na položaju dekana.
V poletnem semestru leta 2004 je prevzel vodenje katedre za politično teorijo in filozofijo na univerzi Ludwiga Maximiliana, vodja oddelka za filozofijo in politično teorijo je bil do leta 2009.
Med letoma 2009 in 2013 je opravljal delo dekana na filozofski fakulteti Humbold v Berlinu, kjer poučuje od leta 2002, po letu 2013 pa je prevzel delovno mesto namestnika dekana.

## Politična kariera
Nida-Rümelin je bil od julija 1998 do januarja 2001 kulturni referent mesta München, kasneje je to funkcijo prevzela Lydia Hartl .
Januarja leta 2001 ga je takratni kancler Gerhard Schröder imenoval za državnega ministra na področju kulture in medijev. Na tem položaju je Julian Nida-Rümelin ostal do konca 1. mandata rdeče-zelene vlade, leta 2001.
Od leta 2009 do 2013 je bil član izvršilnega odbora in predsednik odbora za osnovne vrednote socialno demokratske stranke Nemčijen, kasneje pa je prevzel mesto podpredsednika kulturnega foruma socialne demokracije.
Kot Münchenski kulturni referent se je od julija 1998 do decembra leta 2000 zavzemal za spodbujanje umetnosti, prenovo mestnih gledališč in ohranjanje ter ozaveščanje o ljudski kulturi. 
Kot državni minister za kulturo je bil odgovoren za proračun v višini več kot 1 milijarde EUR, ki se je v dveh proračunskih letih njegovega mandata močno povečal tudi zaradi ustanovitve Nemške zvezne kulturne fundacije, ki v svojem delu, podprtim z žirijo, sledi načelu dvojnega-i (nem. Motto des Doppel-i), ki ga je takrat postavil Nida-Rümelin, tj. Spodbujanje inovativnih umetniških in kulturnih projektov z mednarodnim poudarkom, zlasti na evropskem vzhodu. Drugi poudarek njegovega dela je bil zavarovanje takrat ogrožene cene knjig, ki temelji na nacionalni zakonodaji na podlagi francoskega modela.

## Pregled
Julian Nida-Rümelin se ukvarja predvsem s praktično filozofijo, ki je razdeljena na področja teorije delovanja in teorije racionalnosti, pa tudi na etiko, družbeno, državno in pravno filozofijo. Njegova glavna raziskovalna področja so racionalnost, etika, politična filozofija in uporaba etike, občasno pa obravnava tudi znanost in epistemologijo .
V svoji disertaciji leta 1983 je preučeval razmerje med racionalnostjo in moralo s pomočjo teorije odločanja - z njeno kritično uporabo. Pomembna vprašanja, ki jih je obravnaval so: Kaj pomeni racionalno delovanje? Katere možnosti ponuja sodobna odločitev in teorija iger za pojasnitev normativnih problemov? Ali so posledično možni modeli delovanja primerni za analizo moralnega vedenja?
Most med filozofijo in politično znanostjo je zanj tako imenovana kolektivna izbirna teorija. Gre za posebno vejo teorije odločanja, ki je postala z izdajo dela Kennetha Arrowa leta 1963 tudi njena poddisciplina. Leta 1994 je skupaj s Lucianom Kernom objavil knjigo “Logike kolektivnih odločitev”, v katerem potrjuje in širi Arrowov pristop.

## Lokalizacija

### Strukturna racionalnost
Praktična filozofija Nida-Rümelina temelji na njegovi teoriji strukturne racionalnosti. Kot alternativni koncept posledicizmu ta teorija omogoča integracijo kompleksne mreže praktičnih razlogov. Medtem ko je za Kanta spoštovanje predpisov moralna odgovornost, teorija strukturne racionalnosti generalizira koncept moralnega delovanja. V skladu s tem zajema racionalnost situacijsko ali točno optimizacijo v drugi strukturi odgovornosti. Tesna povezava med moralo in racionalnostjo, ki jo je postavil Kant, postane eden od vidikov vseobsegajočega pristopa k dejanju, ki se ukvarja s strukturo odgovornosti.

### Življenjski svet in človeška praksa
Z vidika strukturne racionalnosti se Nida-Rümelin ukvarja s povezavo med filozofijo in življenjskim svetom ali življenjsko obliko. Njegovo stališče je navdihnila Wittgensteinova pozna filozofija. Nasprotno pa Nida-Rümelin poudarja enotnost prakse, t. i. enotnost igralca s svojimi družbenimi interakcijami. Izhodišče je opazovanje, da posamezniki iščejo skladnost v svojih prepričanjih, do drugih pa so epistemološki. Prizadevajo si za stališča, akcije in emocionalne odnose. Vsako neskladnost lahko kritiziramo in je spodbuda za filozofijo na splošno, zlasti pa za etično teorijo. Filozofska teorija mora biti zato postavljena izredno previdno, v njej ne sme biti izpuščen noben od skupnih razlogov človeške prakse, ki jih ta teorija ne more izumiti. 

### Humanizem
Praktična filozofija Nida-Rümelina je humanizem, ki izhaja iz človekovega položaja, ki ga razumemo kot medkulturen element človeka skozi čas. Humanizem ima tako antropološko kot etično razsežnost. Antropološka razsežnost se kaže v normativnih konceptih kot so (strukturna) racionalnost, svoboda in odgovornost. Humanisti mislijo, da je zmožnost delovanja, verovanja in čutenja, ki temeljijo na razlogih, bistveno za razumevanje človekovega stanja. Toda to ne pomeni, da gre za humanistično etiko. V humanistični etiki je potrebno še vedno razlikovati med dobrimi in slabimi razlogi, dobrimi in slabimi oblikami razmišljanja, pa tudi med dobrimi in slabimi oblikami čustvenega odnosa. Nesmiselno je sovražiti nekoga, ki živi drugačno življenje. Primer je sovraštvo homoseksualcev v večinoma heteroseksualni skupnosti. Prav tako je iracionalno sovraštvo do skupine ljudi zaradi njihove barve kože. Pristop strukturne racionalnosti je optimističen, saj predpostavlja, da lahko razlogi, ki zahtevajo medosebno povezanost, odpravijo slabe vzroke, bodisi praktični, teoretični ali emocionalni. Iz strukturne analize prakse jemanja in dajanja, ki si prizadeva za skladnost, je Nida-Rümelin razvil humanistično semantiko, ki omogoča odstranjevanje antihumanističnih razlogov.

### Realizem
Nida-Rümelin brani temeljni, ne-ontološki in nemetafizični realizem proti instrumentalizmu in pozitivizmu v teoriji znanosti in je proti postmodernizmu v humanističnih in družboslovnih znanostih. 
Realizem temelji na tem, da v vsakdanjem življenju dejansko izmenjujemo razloge. Je neizogibno del našega načina življenja, zaradi česar predpostavka, da se znanosti lahko razumejo na antirevistični način, sploh ni mogoča. Slednji pa morajo biti instrumentalisti, konstruktivisti in postmodernisti. To je kontinuiteta med našim vsakdanjim življenjem in znanostjo, ki kaže na obstoj dejstev in vprašanj. 

### Proti naturalizmu
Naturalizem je trenutno prevladujoč metafizični pogled na znanost in večino družbenih ved. Tudi v humanistiki je zelo priljubljen, včasih pa je tudi povezan s postmodernizmom. Nida-Rümelin trdi, da eksplicitnega ali implicitnega naturalizma ni mogoče ohraniti. Večina njegovih argumentov proti naturalizmu so pragmatiki: vzel je dano človeško dejanje in trdil, da njegovi sestavni deli niso združljivi z naturalizmom. Nida-Rümelin je predstavil svoje argumente v knjižni trilogiji: v prvi se ukvarja s praktičnimi razlogi (2001), v drugi je predstavil svobodo (2005) in v tretji odgovornosti (2011). Praktični razlogi, praktična svoboda in epistemologija predstavljajo praktično in čustveno odgovornost.

## Religija in morala
Nida-Rümelin sam sebe uvršča med humaniste, kritičen pa je predvsem do verskega fundamentalizma.
Meni, da mora razsvetljenstvo zagotavljati normativno etično usmerjenost, tudi zunaj verskih vezi pa mora obstajati možnost posedovanja. Na tem področju je bilo v preteklosti narejenega premalo, kar je povzročilo množično hrepenenje po religiji. Ameriškega evangeličanskega gibanja, ki ustvarjajo psevdoznanost s kreacionizmom pa naj bi vse bolj ogrožala resnično znanost.
Nida-Rümelin navaja, da je zgodovinsko napačno morala obravnavana v tesni povezavi z vero.

## Svoboda in racionalnost
Nida-Rümelin je pomemben člen javnih razprav o svobodi in osebni odgovornosti, ki so bile sprožene s strani raziskovalcev možganskega delovanja, kot sta Wolf Singer in Gerhard Roth (Neuro2004: Brain Research for the Future), in svobodi izbire z zagovarjanjem, da je življenjska izkušnja svobode delovanja občasno zasenčena ali napačna, vendar načeloma ne spada med iluzije.
V svoji knjigi o človekovi svobodi iz leta 2005 Nida-Rümelin opredeljuje svobodo kot nedoločen razlog, da v nekaj verjame ali nekaj stori, kar vzpostavlja tesno povezavo med svobodo, racionalnostjo in odgovornostjo. Položaj, razvit v njegovih petih esejih pa lahko beremo kot humanistični odziv na razširjen naturalizem in materializem v sodobni filozofiji in nevroznanosti.

## Izobraževanje in akademizacija
Od leta 2006 je Nida-Rümelin kritičen do bolonjskega procesa ter reorganizacije in izenačevanja izobraževalne prakse. Zavzema se za "reformo reforme" in vrnitev prednosti evropske univerzitetne tradicije.
Leta 2013 je objavil delo Filozofija humanega izobraževanja, v kateri se je zavezal, da bo ponovno vzpostavil odnos med filozofijo in pedagogiko ter obnovil humanistično izobraževalno tradicijo že od antike. V tem kontekstu je prišlo do nasilnih sporov, ki so sprožili intervju s Frankfurter Allgemeine Sonntagszeitung (nemški časopis), v katerem je Nida-Rümelin nasprotoval vse večjemu akademizmu.
Nobeno od del Juliana Nide-Rümelina ni prevedeno v slovenščino.
Širši seznam del z opisi je dostopen na: https://julian.nida-ruemelin.de/ Arhivirano 2019-05-04 na Wayback Machine.

## Monografije
- Economic Rationality and Practical Reason. (Kluwer, Dordrecht, 1997)

- Demokratie als Kooperation.( Suhrkamp, Frankfurt, 1999)

- Ethische Essays. (Suhrkamp, Frankfurt, 2002)

- Entscheidungstheorie und Ethik / Decision Theory and Ethics. (Utz, München, 2005)

- Über menschliche Freiheit. (Reclam, Stuttgart (UB 18365), 2005)

- Humanismus als Leitkultur. Perspektivni preobrat. (Beck, München, 2006)

- Der Sokrates Club. Philosophische Gespräche mit Kindern. (Knaus Verlag, München, 2012)

- Philosophie einer humanen Bildung. (Izdaja Körber-Stiftung, Hamburg, 2013)

- Humanistische Reflexionen (= suhrkamp taschenbuch Wissenschaft 2180). (Suhrkamp, Frankfurt

am Main, 2016)
- Unaufgeregter Realismus. (Mentis, Paderborn, 2018)

- Digitaler Humanismus. (Skupaj z Nathalie Weidenfeld, Piper, München, 2018)

## Dela s področja uredništva
- Praktische Rationalität. (de Gruyter, Berlin, 1994)

- Angewandte Ethik. (Kröner, Stuttgart, 1996)

- Rationalität, Realismus, Revision. Predavanje na 3. mednarodnem kongresu društva za analitično filozofijo od 15. do 18. septembra v Münchnu. (de Gruyter, Berlin, 2000)

- Kunst und Philosophie: Fotografie zwischen Dokumentation und Inszenierung. (Iz serije: umetnost in filozofija. (skupaj z Jakob Steinbrenner), München: Hatje Cantz, 2011)

- Kunst und Philosophie: Kunstvermittlung in den Medien.( Iz serije: umetnost in filozofija. (skupaj z Jakob Steinbrenner), München: Hatje Cantz, 2011)

- „On the concept of responsibility“, in: Battaglia/Mukerji/Nida-Rümelin (Hrsg.): Rethinking

- Responsibility in Science and Technology. (Pisa University Press, 2014, S. 13- 24, 2014)

## Serija knjig
- Scientia Nova. (Oldenbourg, 1997)

- v sodelovanju z Georg Meggle: Perspektiven der Analytischen Philosophie. (de Gruyter, Berlin, Paderborn, 2000)

- Theory and Decision Library – Series A: Philosophy and Methodology of the Social Sciences. (Kluwer Academic Publ. (glavni in odgovorni urednik), 2003)

- v sodelovanju z Detlev Ganten, Volker Gerhardt in Jan-Christoph Heilinger: Humanprojekt. Interdisziplinäre Anthropologie (de Gruyter, Berlin/New York, 2007)

Jürgen Habermas je takole pohvalil dvojno vlogo Nida-Rümelina med filozofijo in politiko: 
"Danes lahko opazujemo politično zavezo filozofov v štirih različnih družbenih vlogah. Poznane vloge političnega svetovalca in intelektualca so soodvisne z manj pogostimi vlogami moderatorja med filozofijo in politiko ter filozofom, ki včasih sodeluje v politiki. Danes, razen Juliana Nida-Rümelina, ne poznam filozofa, ki poleg svoje akademske kariere uspešno opravlja vse štiri od teh političnih vlog. " - Jürgen Habermas
- Julian Nida-Rümelin. internet. citirano 30. 11. 2018. Dostopno na naslovu: https://julian.nida-ruemelin.de/ Arhivirano 2019-05-04 na Wayback Machine..

- Julian Nida-Rümelin. internet. citirano 30. 11. 2018. Dostopno na naslovu: https://de.wikipedia.org/wiki/Julian_Nida-R%C3%BCmelin

- Kulturforum der Sozialdemokratie Vorstand. internet. citirano 30. 11. 2018. Dostopno na naslovu: https://web.archive.org/web/20131215022022/http://www.spd.de/spd_organisationen/kulturforum/vorstand/.

- München: «Förderer des Buches» - Nida-Rümelin und Verleger Krüger geehrt. internet. citirano 30. 11. 2018. Dostopno na naslovu: https://www.nmz.de/kiz/nachrichten/151-theater-und-literatur-aktuell-theater-und-literatur.

- Prof. Dr. h.c. Julian Nida-Rümelin, Staatsminister a.D. internet. citirano 30. 11. 2018. Dostopno na naslovu: http://https Arhivirano 2013-07-11 na Wayback Machine.://www.philosophie.uni-muenchen.de/lehreinheiten/philosophie_4/personen/nida-ruemelin/index.html.

- Samstagsgespräch mit Julian Nida-Rümelin. internet. citirano 30. 11. 2018. Dostopno na naslovu: https://www1.wdr.de/mediathek/audio/wdr3/wdr3-gespraech-am-samstag/audio-samstagsgespraech-mit-julian-nida-ruemelin-100.amp.

- Scientist in Residence 2007 - Prof. Dr. Julian Nida-Rümelin. internet. citirano 30. 11. 2018. Dostopno na naslovu: https://www.uni-due.de/de/scientist/2007.shtml.

1. ↑  Record #115454926 // Gemeinsame Normdatei — 2012—2016.
2. ↑  Brockhaus Enzyklopädie
3. ↑  Munzinger Personen